# Maierà
Maierà (Majerà in greco bizantino) è un comune italiano di 1 102 abitanti della provincia di Cosenza, in Calabria. Sorge a 360 metri s.l.m. sul fianco sinistro di un profondo vallone solcato dal torrente Vaccuta. Il comune fa parte del Parco Nazionale del Pollino.
Maierà è molto conosciuto per via della sua caratteristica posizione: infatti, il centro abitato è separato dal vicino comune di Grisolia per mezzo di un profondo burrone.

## Origini del nome
Il nome del paese deriva dal ebraico per la presenza di molte grotte a Maierà . La parola ebraica più comune per "grotta" è מְעָרָה mə'ārāh. Secondo altri fondi deriva dal greco machairas (pronuncia maheràs) che significa "coltellaio".

## Monumenti e luoghi d'interesse

### Architetture religiose
- Chiesa di Santa Maria del Piano
- Chiesa Santa Maria del Casale
- Chiesa Madonna del Carmine
- Chiesa di San Pietro

## Società

### Evoluzione demografica
Abitanti censiti

## Cultura
Le viuzze del centro storico presentano diverse opere d'arte moderna, curate da differenti artisti a testimoniare il passato che si incontra con la modernità. Vi si trova il "Museo del Peperoncino" che presenta varietà di tale spezia provenienti da ogni parte del mondo ed oggetti legati al cosiddetto "oro rosso".

## Amministrazione

### Sindaci di Maierà
- 2006-2008 Giacomo De Marco
- 2008-2013 Giovanni Forte
- 2013-2023 Giacomo De Marco
- 2023- in carica Ivano Russo